# Ezana
Ezana de Axum (Ge'ez: ‘Ezana, sin vocales ዐዘነ ‘zn; también escrito Aezana o Aizan) fue un destacado gobernante del Reino de Axum (c. 320 – c. 360 d. C.), situado en el noreste de África, abarcando zonas de la actual Etiopía, Eritrea, partes de Yemen, el norte de Somalia, Yibuti, y zonas de Sudán. Ezana utilizó el título oficial de "rey de Saba y Salhen, Himyar y Dhu-Raydan". La tradición sostiene que sucedió a su padre, Ella Amida (Ousanas), cuando aún era un niño, con su madre, Sofya de Axum, sirviendo como regente.

## Reinado
Ezana es reconocido como el primer monarca de Axum en adoptar el cristianismo, un acontecimiento trascendental que lo convirtió en uno de los primeros reyes africanos cristianos mencionados por historiadores de la época. Esto llevó al historiador S. C. Munro-Hay a describirlo como "el más famoso de los reyes axumitas antes de Kaleb". Curiosamente, Ezana también se identificaba como hijo del dios romano Marte, una referencia que sugiere influencias de sincretismo religioso en los primeros años de su reinado. Su tutor y consejero, el cristiano sirio Frumentius, fue fundamental en la cristianización de la corte axumita y se convirtió en el primer obispo de la Iglesia Etíope. Una carta del emperador romano Constancio II, un defensor del arrianismo, dirigida a Ezana y su hermano Saizana, solicitaba que Frumentius fuera enviado a Alejandría para ser examinado doctrinalmente. Se cree que Ezana rechazó o ignoró esta petición, lo que indica su independencia religiosa y política respecto al Imperio Romano.
Durante su reinado, Ezana emprendió campañas militares documentadas en inscripciones. En algunas de ellas, encontradas en Meroë y escritas en Ge'ez, se interpretan referencias a campañas militares axumitas en el siglo IV, probablemente bajo su liderazgo. Algunos historiadores creen que estas inscripciones sugieren que los axumitas destruyeron el Reino de Meroë, mientras que otros argumentan que el declive de Meroë fue más bien consecuencia de factores internos y económicos que afectaban a la región desde el año 300 d. C. Otra hipótesis sugiere que Axum pudo haber proporcionado asistencia militar a Meroë para sofocar una rebelión, aunque la evidencia es inconclusa.
Las monedas acuñadas durante el reinado de Ezana presentan la frase en griego TOYTOAPECHTHXWPA ("Que esto complazca al pueblo"), lo cual, según Munro-Hay, refleja la responsabilidad del rey hacia el bienestar de su gente. Estas monedas, algunas de las cuales fueron descubiertas en yacimientos arqueológicos en India a finales de la década de 1990, evidencian la existencia de contactos comerciales con el subcontinente indio. Un aspecto notable de las monedas de Ezana es el cambio de símbolos paganos, como el disco y la media luna, a la cruz cristiana, marcando así la transición religiosa oficial de Axum. Además, Ezana erigió varias estelas y obeliscos en honor a su reinado, reflejando tanto su poder como su devoción cristiana.
Ezana, sin embargo, no aparece en las listas tradicionales de reyes de Axum, a pesar de las monedas que llevan su nombre. Según la tradición etíope, los emperadores Abreha y Asbeha gobernaban Etiopía cuando el cristianismo fue introducido oficialmente, y es posible que estos nombres fueran utilizados posteriormente para referirse a Ezana y su hermano, o incluso que estos fueran sus nombres de bautismo.
Junto con su hermano Saizana, Ezana es venerado como santo por la Iglesia ortodoxa de Etiopía, que celebra su festividad el 1 de octubre.